# 마핑과리
마핑과리(스페인어: mapinguari [mapiŋɡwaˈɾi][*])는 브라질과 볼리비아의 아마존 우림에 출몰한다고 하는 크립티드이다. 유인원을 닮았으며 악취를 풍긴다고 한다.

## 같이 보기
- 예티
- 빅풋
- 설인
- 웬디고